# Caída de la hoja
La caída de la hoja es una maniobra acrobática en la cual el avión está en una posición constante de pérdida, pero sin dejarle entrar en barrena. 

## Descripción
La maniobra debe su nombre a su apariencia, ya que, de frente, se ve al avión caer de un lado a otro, con un rumbo constante, del mismo modo que caen las hojas de los árboles. Consiste en una serie de pérdidas controladas, en las cuales se permite que el avión entre en pérdida y caiga sobre un ala, y luego sobre otra, sin llegar a entrar en barrena.

## Pasos para la ejecución de la caída de la hoja
1. Orientarse al viento hacia el punto de referencia en el horizonte. Se mete al avión en pérdida. Se hace que el ala derecha se caiga aplicando un poco de timón de dirección a la derecha.
2. Cuando el avión entra en pérdida, se cae hacia el ala derecha que está baja. Inmediatamente se acciona todo el timón al lado contrario (izquierdo). La palanca se mantiene atrás del todo.
3. Con el timón deflexionado a la izquierda, el avión se vuelve a caer, esta vez hacia el ala baja (la izquierda).
4. Accionar inmediatamente el timón a la derecha.
5. Cuando el avión se mueve hacia el ala derecha bajada, el accionamiento rápido del timón a la izquierda detendrá este movimiento e iniciará un movimiento hacia la izquierda.
6. Se detiene el movimiento hacia la izquierda accionando todo el timón a la derecha.[1]

## Recuperación
Se coloca el timón de dirección en neutral y se baja el morro para volver a ganar velocidad.